# Émilien Cabuchet
Émilien Cabuchet né à Bourg-en-Bresse (Ain) le 16 août 1819 et mort dans la même ville le 24 février 1902 est un sculpteur français.

## Biographie
Fils d'un médecin alors adjoint au maire de Bourg-en-Bresse, Émilien Cabuchet est élève chez les jésuites à Chambéry puis en Espagne. Il entre à l'École des beaux-arts de Lyon pour étudier le dessin. Attiré surtout par la sculpture, il va à Paris où il est élève de Pierre-Charles Simart, puis se rend à Rome pour se perfectionner. Il est l'auteur de nombreux médaillons représentant les célébrités de son temps, mais se spécialise dans l'art religieux.
Il se marie à Aix-en-Provence le 4 avril 1877 avec Marguerite de Fresquet ; un de ses cousins, le capitaine de vaisseau en retraite Maxime Dangeville (1809-1889, est témoin de son mariage.
L'abbé Joseph Toccanier, auxiliaire de Jean-Marie Vianney, curé d'Ars, demande à Émilien Cabuchet de réaliser un portrait de son maître. En 1858, l'artiste parvient à réaliser, à l'insu du curé d'Ars, un petit buste en cire. Après la mort du futur saint, il réalise son œuvre la plus célèbre représentant un orant du curé d'Ars.

## Œuvres dans les collections publiques
- Ars-sur-Formans, basilique d'Ars :
  - Jean-Marie Vianney, curé d'Ars, 1867, statue en marbre[4] ;
  - Pierre Chanel, vers 1889, statuette en plâtre, dans le presbytère[5].
- Athis-Mons : saint Jean-Baptiste de La Salle, statue en fonte[6] Maison de retraite des frères des écoles chrétiennes.
- Bourg-en-Bresse, musée de Brou :
  - Marc-Antoine Puvis, maire de Bourg-en-Bresse, buste en tôle martelée[7] ;
  - Léon de Saint Pulgent, préfet de l'Ain, médaillon en bronze[8] ;
  - Abbé Jean Gorini, terre cuite[9] ;
  - Docteur Léon Sirand, buste en marbre[10] ;
  - Docteur Paccoud, buste plâtre[11] ;
  - Frédéric Monnier, médaillon en plâtre[12].
- Châtillon-sur-Chalaronne : Monument à saint Vincent de Paul, 1857, groupe en bronze[13].
- Chusclan, église : Statue de Mgr Alexis Basile Alexandre Menjaud[14].
- Gap, cathédrale Notre-Dame-et-Saint-Arnoux, chapelle de la Vierge, transept nord de l'église : Vierge à l'Enfant.
- Marseille, cathédrale Sainte-Marie-Majeure : Sainte Marthe, groupe en pierre, une des sept statues de la façade[15],[16].
- Nantes, église Sainte-Croix, Vierge à l'Enfant dite Notre-Dame de Bon Secours, statue marbre[17].
- Paris, Institut de France : Augustin Cauchy, buste en marbre[18].

Œuvres d'Émilien Cabuchet
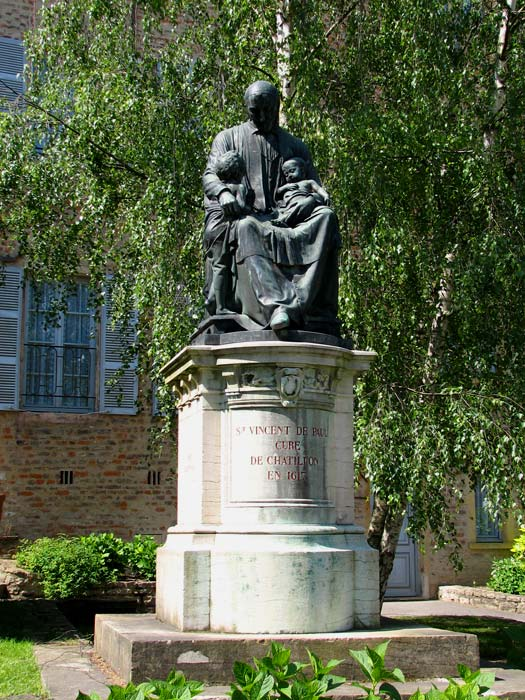
Monument à saint Vincent de Paul (1857), Châtillon-sur-Chalaronne.
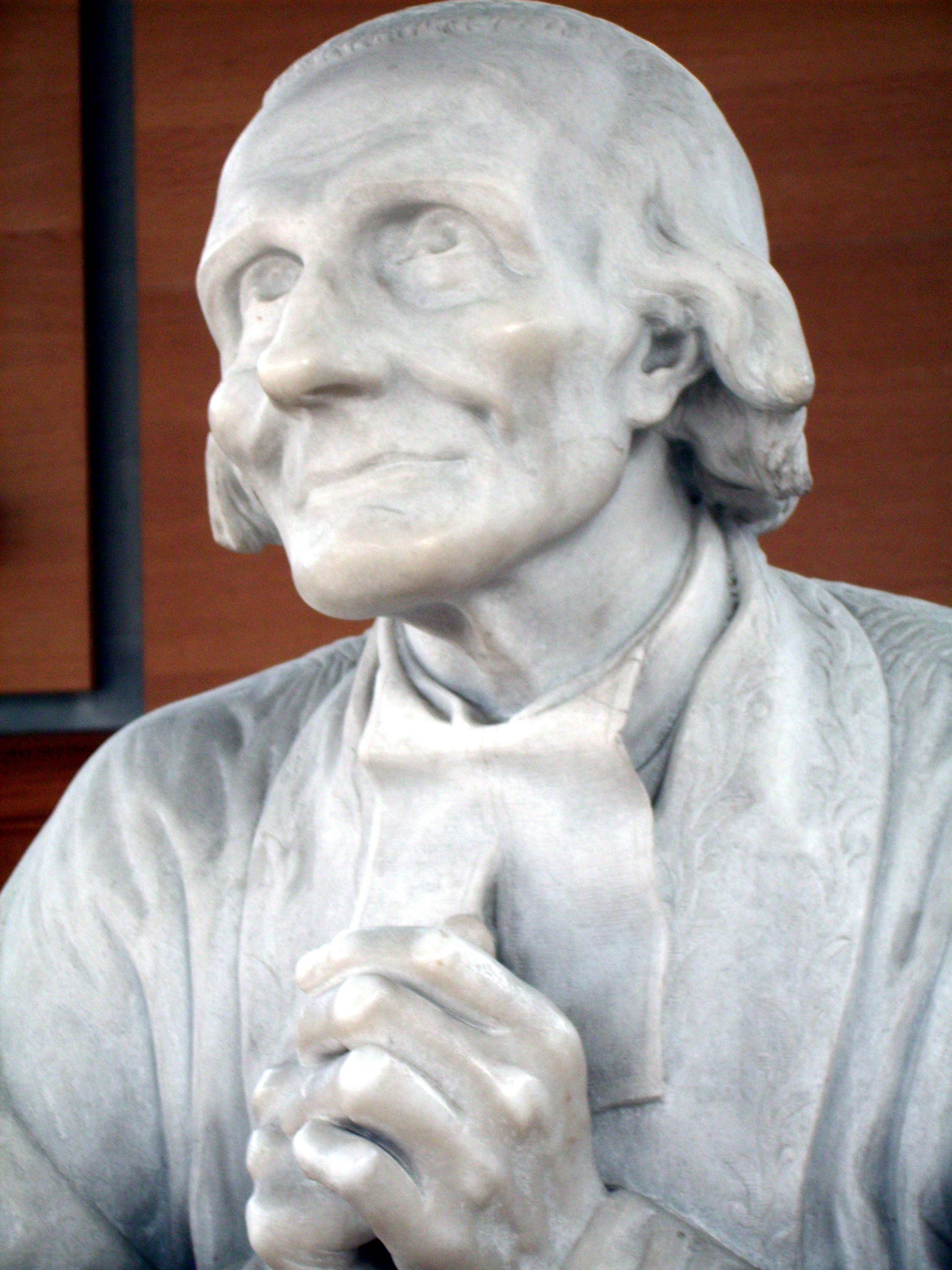
Jean-Marie Vianney, curé d'Ars (1867, détail), Ars-sur-Formans, basilique d'Ars.
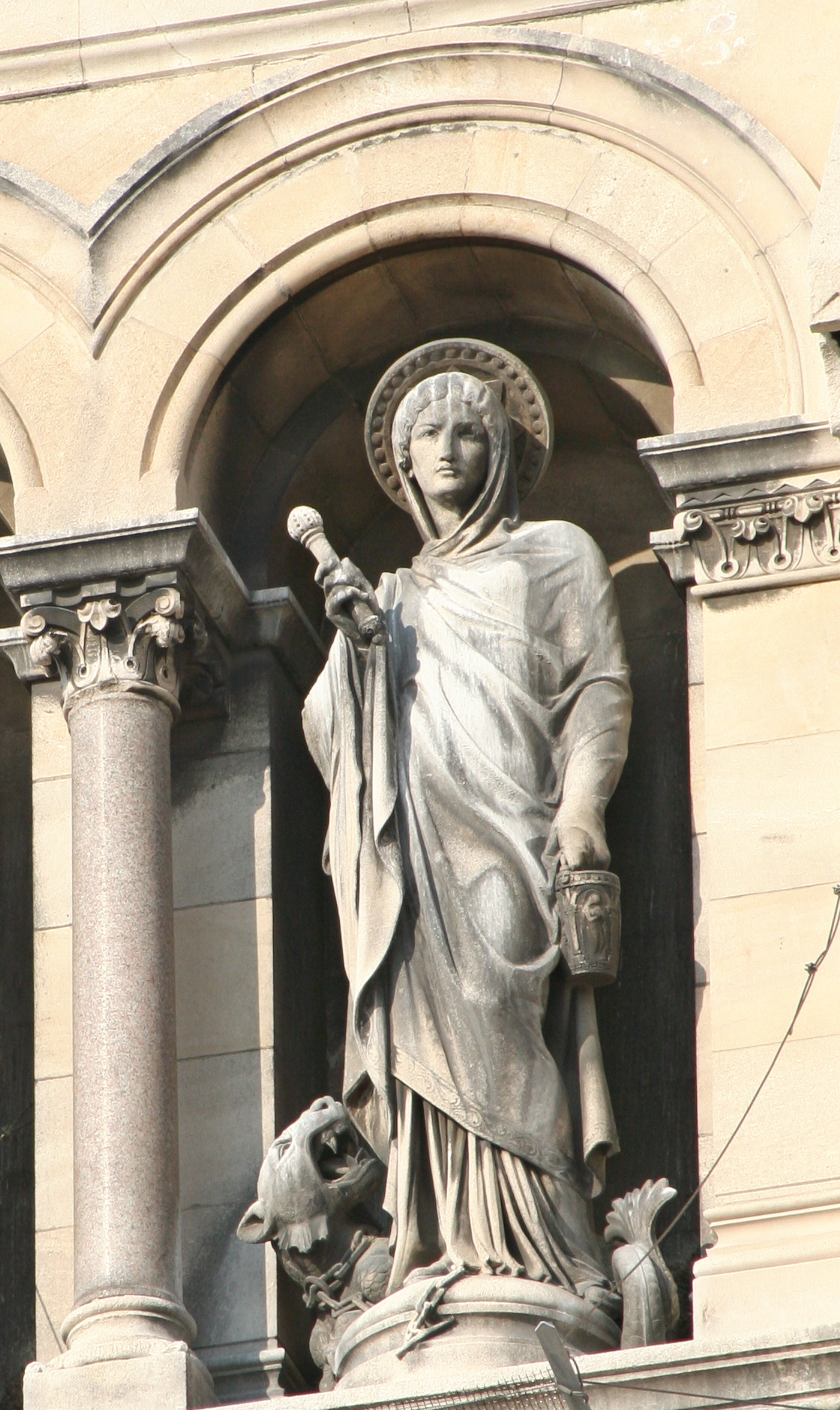
Sainte Marthe, Marseille, cathédrale Sainte-Marie-Majeure.
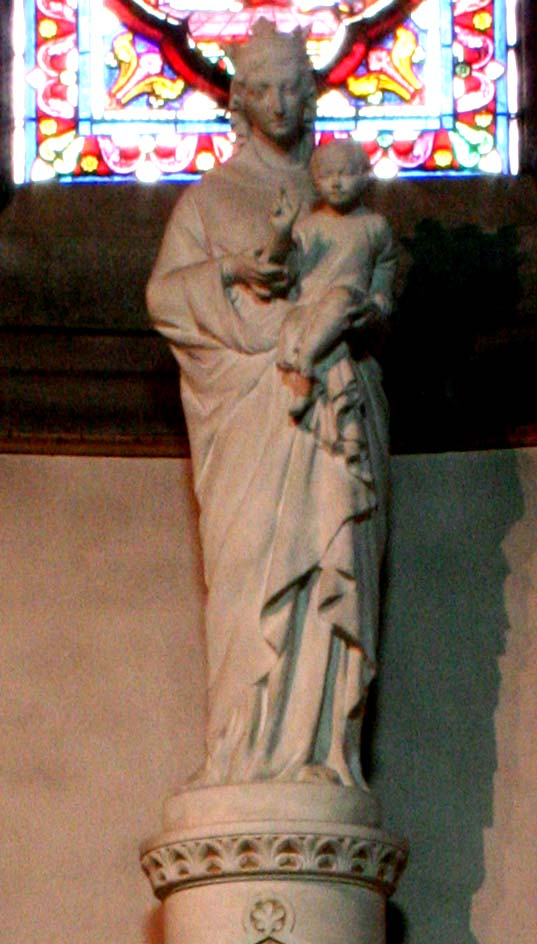
Vierge à l'Enfant, Gap, cathédrale Notre-Dame-et-Saint-Arnoux.